# Skeletor
Skeletor is een personage uit de verhalen over de Masters of the Universe, die zich afspelen op de fictieve planeet Eternia. Hij is de belangrijkste tegenstander van He-Man, de held uit deze verhalen.
Skeletor is een kwaadaardige tovenaar die afkomstig is uit een andere dimensie. Hij bezit verscheidene duistere krachten en maakt soms gebruik van een lange staf om deze krachten te kanaliseren dan wel op zijn doel af te vuren. Zijn primaire streven is het veroveren van kasteel Grayskull, de bron van He-Mans krachten. Als dat hem lukt, zal Skeletor in staat zijn geheel Eternia in zijn macht te krijgen.
In de meeste incarnaties is hij een wezen met een gespierd mannenlichaam dat gekleed gaat in blauwe kleding met een kap over zijn hoofd, dat niet meer is dan een kale, gelige schedel. Net zoals zijn aartsvijand He-Man een helper heeft in de vorm van de tijger Battle Cat, heeft Skeletor een paarse panter genaamd Panthor. Ooit was Skeletor een mens, maar hij kreeg zijn huidige gedaante toen hij bijna doodging.